# Brechhorn
Le Brechhorn est une montagne qui s’élève à 2 032 m d’altitude dans les Alpes de Kitzbühel, en Autriche.